# Oss (stacja kolejowa)
Oss (ned: Station Oss) – stacja kolejowa w Oss, w prowincji Brabancja Północna, w Holandii. Stacja znajduje się na linii Tilburg - Nijmegen. Obecny budynek dworca pochodzi z 1982 stacji.
Oss jest najkrótszą nazwą stacji w Holandii.
Na stacji istnieje tory manewrowe i boczne, co umożliwia mijanie pociągów, jeśli zachodzi taka konieczność.

## Linie kolejowe
- Tilburg – Nijmegen

## Usługi
Na stacji znajduje się przystanek autobusowy Oss, z liniami regionalnymi. Istnieje postój taksówek oraz parking dla samochodów i rowerów.